# Cristiano Luís de Meclemburgo
Cristiano Luís de Meclemburgo (em alemão:  Christian-Ludwig zu Mecklenburg; Ludwigslust, 29 de setembro de 1912 – Gut Hemmelmark, 18 de julho de 1996) foi o segundo filho do último Grão-duque reinante de Meclemburgo-Schwerin, Frederico Francisco IV.

## Primeiros Anos

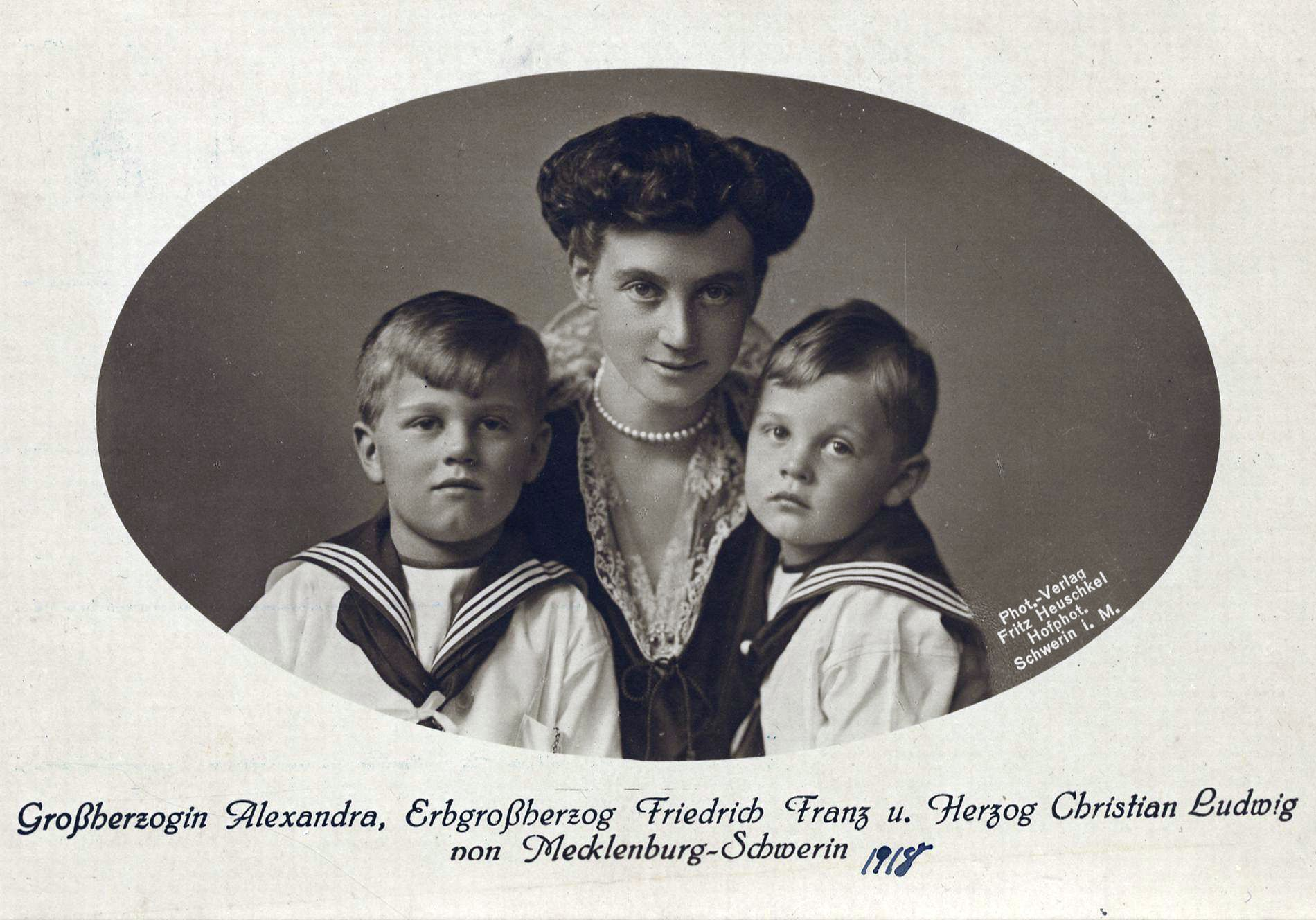
Cristiano Luís (esquerda) com seu irmão Frederico Francisco e sua mãe Luísa, em 1918.

Nasceu em Ludwigslust, sendo o segundo varão do grão-duque reinante Frederico Francisco IV e de sua esposa, a princesa Alexandra de Hanôver, uma filha do príncipe-herdeiro Ernesto Augusto de Hanôver e da princesa Tira da Dinamarca. Após a derrota do Império Alemão na Primeira Guerra Mundial, seu pai abdicou em 14 de novembro de 1918.
Depois da abolição da monarquia, em 1919 a família foi a convite da rainha Alexandrina, consorte de Cristiano X da Dinamarca e irmã do grão-duque, para o exílio na Dinamarca, onde viveram por um ano no Palácio de Sorgenfri. Posteriormente, a família retornou a Meclemburgo e viveu em Gelbensande e, a partir de 1921, a família estabeleceu-se no Castelo de Ludwigslust. Depois de terminar a faculdade, no outono de 1935, ele foi recrutado no regimento de cavalaria n.º 14 em Ludwigslust, com o qual ele participou em 1939 na Segunda Guerra Mundial. Em 1944, ele foi licenciado pelas forças armadas devido a um decreto que proibia membros de antigas casas reinantes de ter qualquer participação nas atividades militares do exército.

## Vida Pós-guerra
Quando a guerra terminou, Ludwigslust foi primeiro ocupado pelos britânicos, embora ele logo tenha sido transferido para a ocupação soviética, de tal modo que Cristiano Luís inicialmente foi com sua família para o Castelo de Glücksburg em Eslésvico-Holsácia. No entanto, ele logo retornou a Ludwigslust para reivindicar os bens da família e foi preso pelas autoridades militares soviéticas. Após a sua prisão, foi transferido de avião para Moscou, onde foi condenado a vinte-e-cinco anos de prisão em Lubianka.
Em 1953, ele foi libertado após a intervenção de Konrad Adenauer em favor dos prisioneiros de guerra alemães na União Soviética e retornou para o Natal de 1953 com sua família em Glücksburg.

## Casamento e Filhos
Em 5 de julho de 1954 em Glücksburg, Cristiano Luís casou-se em uma cerimônia civil com a princesa Bárbara da Prússia, filha do príncipe Segismundo da Prússia. Eles se casaram em uma cerimônia religiosa em 11 de julho de 1954. Tiveram duas filhas:
- Donata de Meclemburgo (11 de março de 1956), casou-se com Alexander von Solodkoff, com descendência.
- Edwina de Meclemburgo (25 de setembro de 1960), casou-se com Konrad von Posern, com descendência.